# As Litanias de Satã

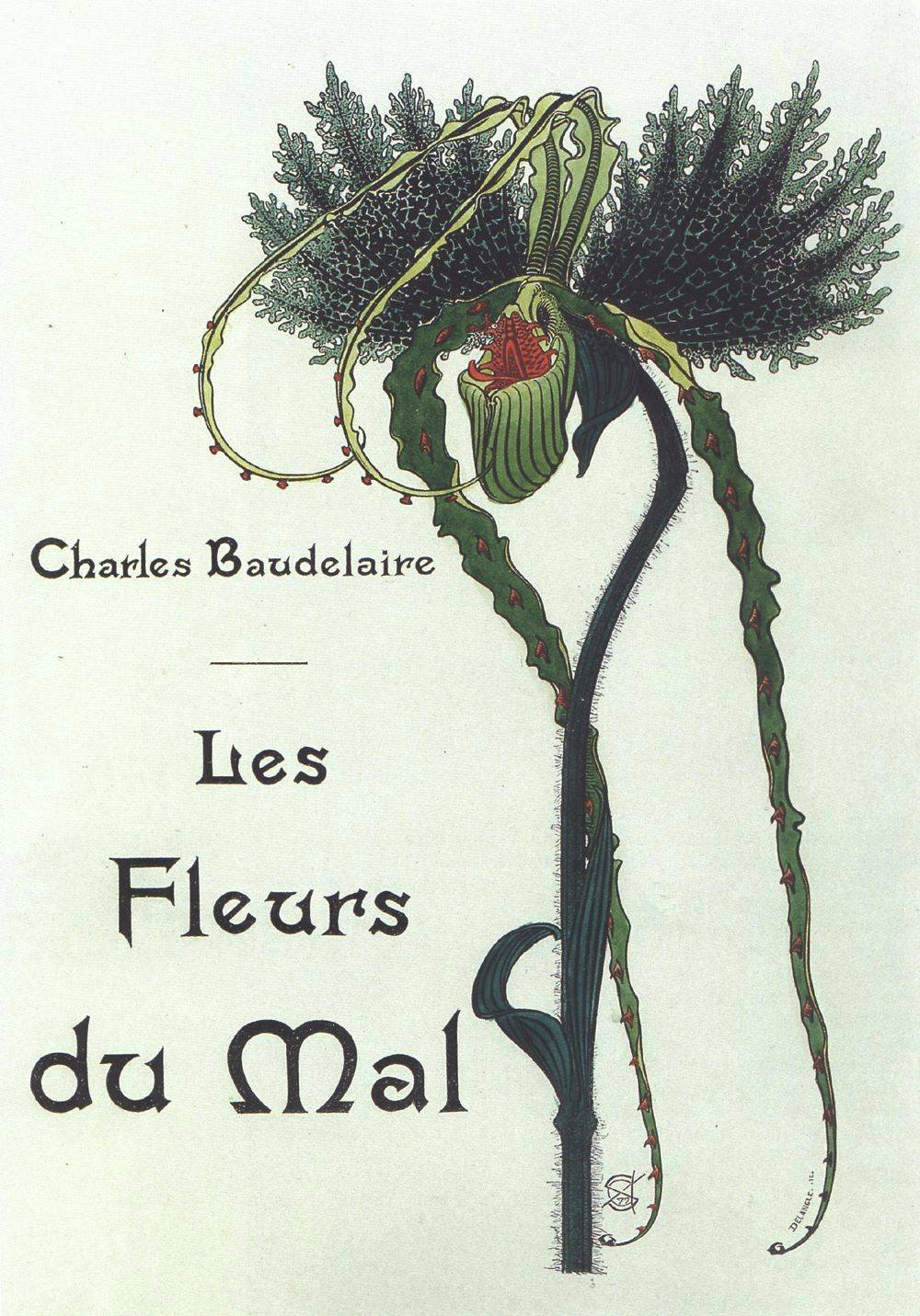
Illustration de l'ouvrage de Charles Baudelaire «Les Fleurs du Mal», Paris, Charles Meunier, 1900.

"Les Litanies de Satan" ("As Litanias de Satã") é um poema de Charles Baudelaire, publicado como parte de As Flores do Mal. A data da composição é desconhecida, mas não há evidência de que foi composto em um tempo diferente para aqueles outros poemas do volume.
O poema é uma renúncia à religião e ao catolicismo em particular. Inclui uma inversão blasfema do Kyrie Eleison e do Gloria Patri, partes da Missa Católica, ou substitui Satã por Maria e a liturgia dirigida a ela. Swinburne chamou isso de a chave para Les Fleurs du mal. O poeta simpatiza com Satã, que também experimentou a injustiça e pode ter pena dos marginalizados. Mas, por razões políticas, Baudelaire teve de prefaciar o poema com uma nota explicando que não tinha nenhuma lealdade pessoal com Satã. Mesmo assim, Les Fleurs du mal levou a ele e seus editores a serem multados por "insulto à decência pública".
O poema é uma inspiração para satanistas até os dias de hoje.

## Gravações
- A compositora americana e pioneira da música eletrônica, Ruth White, gravou uma tradução em inglês para seu lançamento de 1969, Flowers of Evil.
- Em 1982, foi gravado no original francês por Diamanda Galás com efeitos eletrônicos e lançado como um single de 12" como The Litanies of Satan. Mais tarde foi lançado como um CD.
- A banda checa Root (banda) gravou o final deste poema em seu álbum de 1991 Hell Symphony.
- A banda grega Necromantia gravou uma tradução em inglês para seu álbum de estreia Crossing the Fiery Path lançado em 1993.
- A banda mexicana de thrash/death metal Transmetal gravou uma tradução em espanhol para seu álbum Tristeza de Lucifer chamado "Las letanias de satan" ("Satan's litanies" em inglês).
- A banda norueguesa de black metal Gorgoroth cantou "Litani til Satan", com as letras de Baudelaire traduzidas para Nynorsk, em seu álbum Incipit Satan.
- A banda polonesa Sunrise Black gravou uma tradução polonesa para seu álbum Omnia pro Patria lançado em 2013.
- A banda italiana Theatres des Vampires gravou uma versão francesa para seu álbum Bloody Lunatic Asylum lançado em 2001.
- A banda grega Rotting Christ gravou uma versão francesa para seu álbum Rituals lançado em 2016.
- Theatre Oobleck gravou uma versão como parte de sua série "Baudelaire In A Box".[8]
- Em 2018, Anakarsis um grupo francês cujo trabalho musical é baseado no livro As Flores do Mal gravou uma versão rock de As Litanias de Satã.[9]